# The Gathering (gruppo musicale)
I The Gathering sono un gruppo musicale olandese fondato nel 1989 nei pressi di Oss. Debuttando come gothic/doom metal band, il loro sound subisce una radicale rivoluzione e poi si evolve progressivamente nell'alveo del "trip rock", ossia un mix alternative rock, rock psichedelico, rock progressivo e musica elettronica di varia natura (soprattutto trip hop, ma anche ambient, chillout e downtempo).

## Storia del gruppo

### Il periodo metal (1990-1997)
La nascita del gruppo è dovuta ai fratelli Hans e René Rutten – rispettivamente batteria e chitarra – e al cantante Bart Smits, ai quali successivamente si unirono altri musicisti: il bassista Hugo Prinsen Geerligs e il chitarrista Jelmir Wiersma. Sin dall'inizio, la band decise di creare un proprio sound, semplice ma soprattutto unico. I loro primi due demo, An Imaginary Symphony e Moonlight Archer, pubblicati rispettivamente nel 1990 e nel 1991, permisero alla band di aprire i concerti di band di alto calibro come Morbid Angel o Death. Nel 1992 i the Gathering pubblicarono il loro primo album, Always..., stilisticamente classificabile tra il gothic e il doom metal, in cui il cantato growl di Bart Smits è intervallato dalla voce femminile di Marike Groot. L'album attirò molti nuovi fan e diede alla band la possibilità di esibirsi anche in Belgio ed a Israele.
Ma nonostante la popolarità in aumento, la band era costretta a pagare un prezzo troppo alto alla compagnia discografica del periodo, pertanto l'anno successivo fu realizzato un secondo album, Almost a Dance: questo vide delle nette novità dal punto di vista vocale, infatti Bart Smits e Marike Groot vennero sostituiti rispettivamente da Niels Duffhues e Martine van Loon. Ugualmente, i risultati non furono dei migliori e la band sentì il bisogno di un ulteriore rinnovo: nel 1994, Anneke van Giersbergen divenne l'unica cantante dei The Gathering. L'anno successivo, la band siglò un contratto con la Century Media Records, con la quale pubblicò Mandylion, dal quale venne estratto anche un primo singolo: Strange Machines. Nel 1997 i The Gathering viaggiarono in tutta l'Europa per promuovere un nuovo album, Nighttime Birds, il quale è stilisticamente paragonabile al precedente. In seguito alla pubblicazione del disco, il chitarrista Jelmir Wiersma lasciò la band.

### Il cambio di stile (1998-2006)
Nel 1998 il gruppo pubblicò il doppio album How to Measure a Planet?, il quale registrò un radicale cambio di stile a tratti intravedibile già attraverso il precedente Nighttime Birds. I The Gathering infatti abbandonano il metal per dedicarsi ad un sound più profondo e complesso, ossia un rock sognante dalle tinte psichedeliche. Grazie al nuovo album e al nuovo stile i ragazzi raggiunsero anche l'America e in particolare condussero un tour negli Stati Uniti. Nel 2000 il quintetto olandese decise di fondare un'etichetta discografica indipendente, pubblicando l'album dal vivo Superheat. A questo nello stesso anno seguì un quinto album intitolato If Then Else, il quale portò la band ininterrottamente in tour per un anno: il successo dei The Gathering salì alle stelle nonostante l'improvvisa sterzata verso il rock.
Nel 2003, la pubblicazione dell'album Souvenirs si rivelò un'ulteriore pietra miliare nella carriera della band. Dietro a quest'album si cela una sessione di registrazione durata due anni, nonché un successo formidabile che portò il quintetto al punto fino ad allora più alto della sua carriera. L'uscita dell'album venne anticipata l'anno precedente dall'EP Black Light District, il quale contiene anche dei brani esclusi da Souvenirs. I The Gathering intrapresero un nuovo tour, durante il quale registrarono il secondo album dal vivo Sleepy Buildings, uscito nel 2004 e contenente una sessione live semi-acustica comprendente brani da tutti gli album che precedono Souvenirs, senza escludere i primi Always... e Almost a Dance, più il brano inedito Sleepy Buildings.
Dopo quest'ultima sessione di registrazione, il bassista Hugo Prinsen Geerligs lasciò i the Gathering per dedicare più tempo alla sua vita privata, venendo sostituito da Marjolein Kooijman. Alla fine del tour per Souvenirs e Sleepy Buildings, a febbraio 2005 la cantante Anneke van Giersbergen partorì il suo primo figlio. L'unica esibizione dell'anno fu il 23 maggio al celebre Paradiso (Amsterdam), in cui i the Gathering registrarono il concerto per il DVD A Sound Relief. Questo vinse l'Edison Award a inizio 2006. Nello stesso anno la band pubblicò l'ottavo album, Home, il tour del quale portò il quintetto in America Meridionale e successivamente in Europa. Durante la loro permanenza in Sud America, il gruppo registrò il concerto tenutosi a Santiago (Cile) il 24 marzo 2007 per pubblicarlo nel DVD A Noise Severe.

### L'abbandono di Anneke,The West PoleeDisclosure(2007-presente)

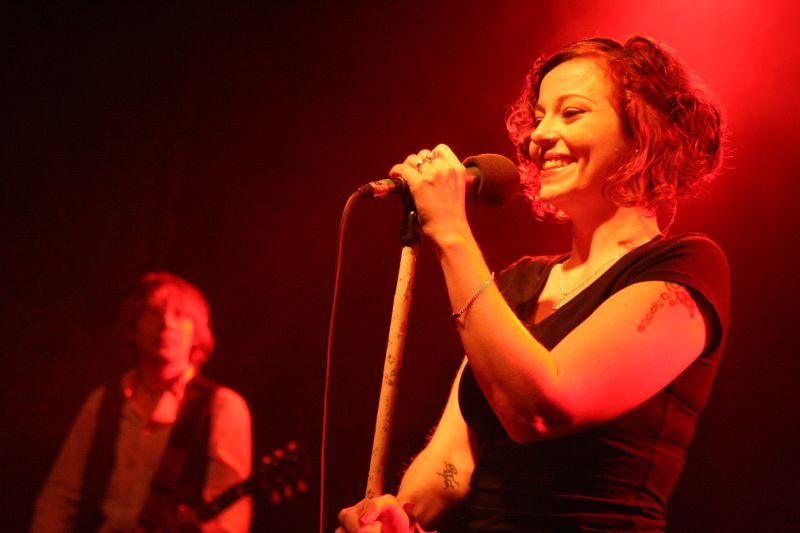
Anneke van Giersbergen e René Rutten durante un concerto nel 2006

Il 5 giugno 2007 la stessa Anneke van Giersbergen annuncia la sua decisione di lasciare i The Gathering dopo tredici anni passati con essi. Questa sconvolgente iniziativa fu dovuta alla necessità della cantante di dedicare più tempo a se stessa e alla famiglia, quindi di scoprire nuovi orizzonti musicali, infatti nello stesso anno ebbe inizio il suo progetto solista denominato Agua de Annique. L'ultima esibizione della cantante con i the Gathering fu all'Ankkarock Festival il 4 agosto 2007. A marzo 2009, oltre ad aver pubblicato nel proprio MySpace.com l'anteprima di tre brani inediti, i the Gathering annunciarono che la sostituta della van Giersbergen è Silje Wergeland, la quale ha fatto parte per 8 anni della gothic metal band norvegese Octavia Sperati.
Il 12 maggio 2009 esce il nono album in studio, The West Pole, pubblicato attraverso l'etichetta discografica indipendente Psychonaut Records fondata dalla band stessa dai tempi dell'album Souvenirs. Il 12 settembre 2012 sempre attraverso la Psychonaut Records, i The Gathering pubblicano il loro decimo album in studio, Disclosure. Nel 2013 esce Afterwords, undicesimo album dei The Gathering che presenta tre inediti, cinque brani di Disclosure riarrangiati e una cover dei New Musik. Nel 2014 i The Gathering tengono un doppio concerto speciale in cui si sono riuniti i membri principali passati e presenti della band e sono stati suonati brani estratti la loro discografia. I due concerti sono stati registrati per creare un album live. Nel 2012 esce Disclosure, mentre nel 2013 esce Afterwords.
Nel 2014, tramite un post su Facebook, il gruppo annunciò di essere in pausa per decidere sul futuro, riprendendo l'attività live nel 2017.

## Formazione

### Formazione attuale
- Silje Wergeland – voce (2008-presente)
- René Rutten – chitarra, flauto (1989-presente)
- Frank Boeijen – pianoforte, tastiera (1989-presente)
- Hans Rutten – batteria (1989-presente)
- Hugo Prinsen Geerligs – basso (1989-2004; 2018-presente)

### Ex componenti
- Bart Smits – voce maschile (1989-1993)
- Niels Duffhues – voce maschile, chitarra (1993-1994)
- Marike Groot – voce femminile (1992-1993)
- Martine van Loon – voce femminile (1993-1994)
- Anneke van Giersbergen – voce (1994-2007)
- Jelmer Wiersma – chitarra (1989-1997)
- Marjolein Kooijman – basso (2003-2014)

## Discografia

### Album in studio
- 1992 – Always...
- 1993 – Almost a Dance
- 1995 – Mandylion
- 1997 – Nighttime Birds
- 1998 – How to Measure a Planet?
- 2000 – If Then Else
- 2003 – Souvenirs
- 2006 – Home
- 2009 – The West Pole
- 2012 – Disclosure
- 2013 – Afterwords
- 2022 – Beautiful Distortion

### Album dal vivo
- 1999 – Superheat
- 2004 – Sleepy Buildings
- 2015 - TG25: Live at Doornoroosje

### Raccolte
- 2001 – Downfall
- 2005 – Accessories
- 2017 - Blueprints

### EP
- 1996 – Adrenaline/Leaves
- 2002 – Black Light District
- 2009 – City from Above

### Demo
- 1990 – An Imaginary Symphony
- 1991 – Moonlight Archer

### Singoli
- 1995 – Strange Machines
- 1997 – The May Song
- 1997 – Kevin's Telescope
- 1998 – Liberty Bell
- 2000 – Rollercoaster
- 2000 – Amity
- 2003 – You Learn About It
- 2003 – Monsters
- 2011 – Heroes for Ghosts
- 2012 – Meltdown

## Videografia

### Album video
- 2002 – In Motion
- 2005 – A Sound Relief
- 2007 – A Noise Severe

### Video musicali
- King for a Day
- Strange Machines
- Leaves
- Liberty Bell
- Life's What You Make It
- You Learn About It
- Monsters
- Alone
- Forgotten
- All You are
- No Bird Call
- Heroes for Ghosts